# 前書き
| ウィキペディアには「前書き」という見出しの百科事典記事はありません（タイトルに「前書き」を含むページの一覧/「前書き」で始まるページの一覧）。 代わりにウィクショナリーのページ「まえがき」が役に立つかもしれません。 |